# Johannes IV Olavi
Johannes IV Olofsson eller Olavsson, född i Pargas i landskapet Egentliga Finland, död 9 juni 1510 på Kustö biskopsborg, var en svensk biskop.
Johannes studerade vid universitetet i Paris och blev där 1486 promoverad magister och var 1487 den engelska nationens prokurator. Hemkommen blev han ärkepresbyter vid Åbo domkyrka och valdes 1506, "via scrutinii", till den på hösten samma år avlidne biskop Laurens Suurpääs efterträdare. År 1507 invigdes han i Uppsala i sitt ämbete, sedan han dessförinnan åt sig utverkat påvens stadfästelse å domkapitlets val. Den tid Johannes stod i spetsen för Åbo stift är minnesvärd huvudsakligen genom de svåra hemsökelser landet då hade att utstå av de danska sjörövarflottor, som härjade dåvarande Sveriges kuster. Ryktbart är särskilt den danske fribytaren Otte Ruds nattliga överfall på Åbo stad 2 augusti 1509, då bland annat domkyrkan blev plundrad på en mängd av sina dyrbarheter.